# Dictyophragmus
Dictyophragmus là chi thực vật có hoa trong họ Cải.